# 하이드록시카복실산
하이드록시카복실산(영어: hydroxycarboxylic acid)은 한 개 이상의 하이드록실기를 가지고 있는 카복실산이다. 하이드록시산(영어: hydroxy acid)이라고도 한다. 하이드록시카복실산의 일부는 생체활성이 있고 일부는 폴리에스터에 대한 유용한 전구체이기 때문에 특히 중요하다. 이들의 종류는 다양하다.

## 중요하거나 일반적인 예
- 글리콜산, CH
2(OH)CO
2H, 래커의 전구체
- 하이드록시프로피온산, 예, CH
3CH
2(OH)CO
2H (젖산), 우유의 성분
- 하이드록시뷰티르산, CH
3CH(OH)CH
2CO
2H (β-하이드록시뷰티르산), 탄소 저장 화합물
- 시트르산, HO
2CC(OH)(CH
2CO
2H)
2, 에너지 운반 화합물 및 철 킬레이트제
- 살리실산, 2−HOC
6H
4CO
2H, 아스피린의 전구체
- 리시놀레산 (12-하이드록시-9-시스-옥타데센산), 아주까리에서 얻은 종자유의 주성분
- 티로신, 4−HOC
6H
4CH
2CH(NH
2)CO
2H, 일반적인 아미노산

## 하위 부류
하이드록시카복실산은 카복실기에 대한 하이드록실기의 탄소 사슬에서의 상대적인 위치에 따라 이름이 결정된다. 
- α-하이드록시산
- β-하이드록시산
- ω-하이드록시산

## 같이 보기
- 하이드록시카복실산 수용체